# Кириллов, Владимир Яковлевич
Влади́мир Я́ковлевич Кири́ллов (1923—1990) — матрос Военно-морского флота СССР, участник Великой Отечественной войны, Герой Советского Союза (1945).

## Биография
Владимир Кириллов родился 17 сентября 1923 года в деревне Афимино (ныне — Ветлужский район Нижегородской области). В 1935 году он окончил начальную школу, после чего работал в колхозе. В апреле 1942 года Кириллов был призван на службу в Военно-морской флот СССР. Служил матросом сначала на Северном флоте, затем в составе Волжской и Днепровской военных флотилий. Участвовал в Сталинградской битве и Белорусской операции. К июлю 1944 года матрос Владимир Кириллов был строевым 66-го отдельного отряда дегазации и дымомаскировки Днепровской военной флотилии. Отличился во время форсирования советскими войсками реки Припять.
В июне — июле 1944 года Кириллов в составе десантов пять раз высаживался на захваченную противником территорию на территории Гомельской и Брестской областей Белорусской ССР. В ночь с 11 на 12 июля он в составе десанта высадился в Пинском речном порту, захватил блиндаж и склад с боеприпасами, уничтожил 3 дзота и несколько огневых точек противника, принял активное участие в отражении нескольких немецких контратак. Десант в течение двух суток успешно держал плацдарм до подхода частей 397-й стрелковой дивизии.
Указом Президиума Верховного Совета СССР от 7 марта 1945 года за «мужество и героизм, проявленные в десантных операциях при освобождении Белоруссии» матрос Владимир Кириллов был удостоен высокого звания Героя Советского Союза с вручением ордена Ленина и медали «Золотая Звезда» за номером 7944.
В дальнейшем участвовал в освобождении Польши, был тяжело ранен в плечо под крепостью Модлин. В конце 1944 года Кириллов был демобилизован. Вернулся на родину, работал в колхозе. Умер 23 апреля 1990 года, похоронен в Ветлуге.
Был также награждён орденом Отечественной войны 1-й степени и рядом медалей.
Бюст Кириллова установлен в Ветлуге.